# Amyris sylvatica
Amyris sylvatica là một loài thực vật có hoa trong họ Cửu lý hương. Loài này được Jacq. mô tả khoa học đầu tiên năm 1763.